# 广州地铁三号线东延段列车
广州地铁三号线东延段列车是3号线所使用的列车车型之一，内部型号为B10。本款列车是为了配合3号线东延段的建设，以及进一步补充目前3号线既有运营区段的运力而购买的，共10列60辆，全数在中车株洲电力机车旗下的广州中车轨道交通装备有限公司生产，其外观与B2型、B4型列车类似。

## 歷史
2019年5月，广州地铁发布招标公告，将为3号线东延段增购10列新列车（60辆），列车合约最终由中车株洲电力机车中标。
2021年11月24日，首列B10型列车（03x143-144）运抵嘉禾车辆段，随后转运至厦滘车辆段进行调试；2022年12月30日晚，该列车率先上线载客运营。

## 外觀

### 整體
本款列车的流线型车体同样采用了大型中空挤压铝合金型材，通过全焊接工艺进行制造，制造过程严格遵循 EN 45545 防火安全标准，所用材料满足防火最高等级三级要求；列车车顶还采用了双层顶板，全面提升了隔音降噪能力。

### 涂装
本款列车的涂装与B2型、B4型列车类似，车身两边绘有白色、橙色和银色色带，车顶部分涂成亮灰色，车头图案取法飞机的飞翔姿态。

## 内部

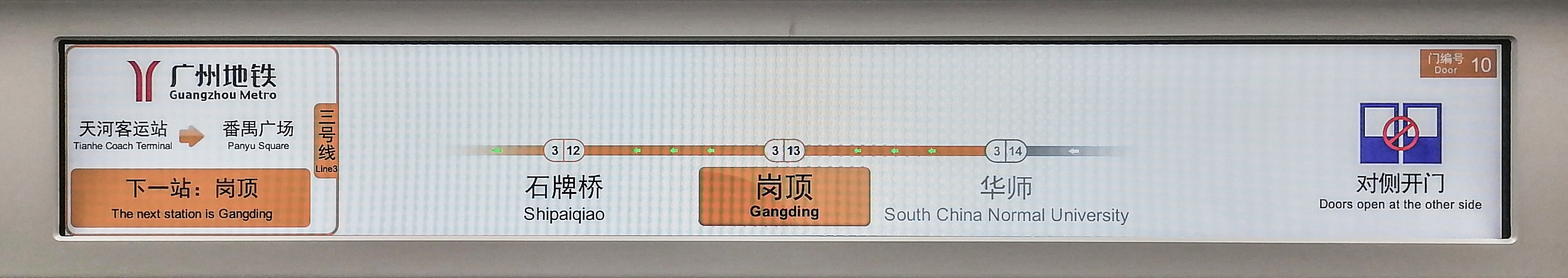
临近车站模式
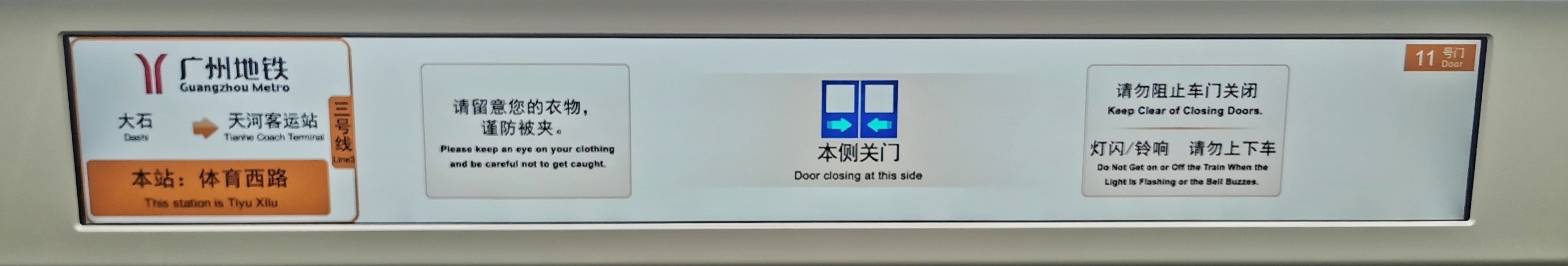
开关门提示模式

- 采用白色LED灯来提供照明。

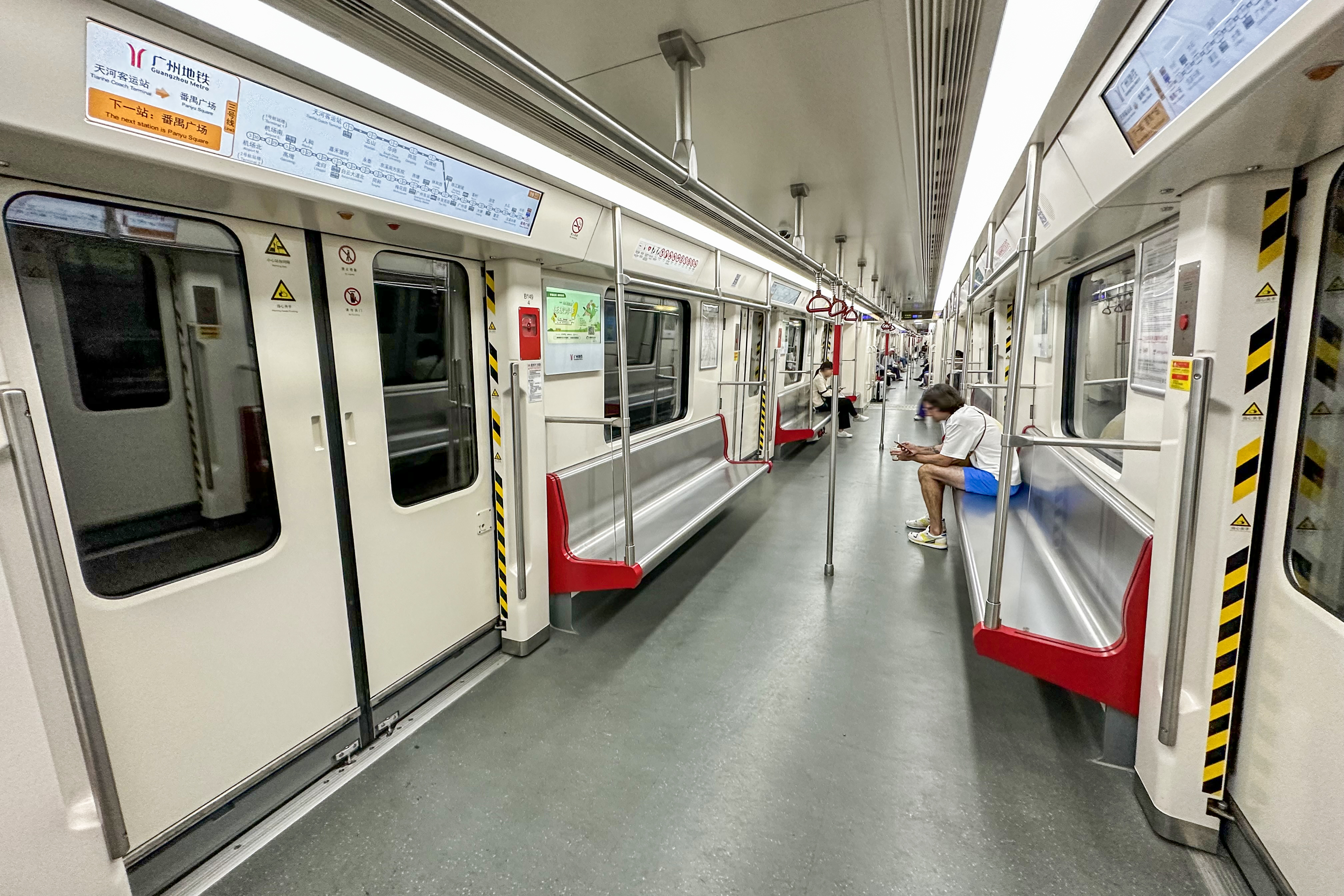
列车内部

- 座椅材质为压纹铝合金，具有主动降噪功能，座椅两边设有挡板和立柱。
- 门区动态地图采用48寸LCD屏，贯通道顶部采用36寸LCD屏[4]。
- 车门两侧设有紧急开门装置（部分还设有紧急求助按钮）。

LCD 动态地图示例
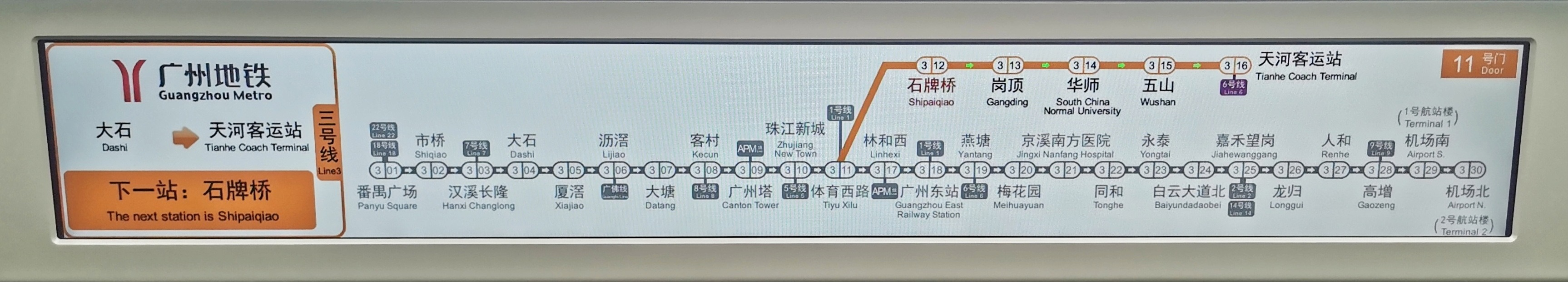
完整线路模式
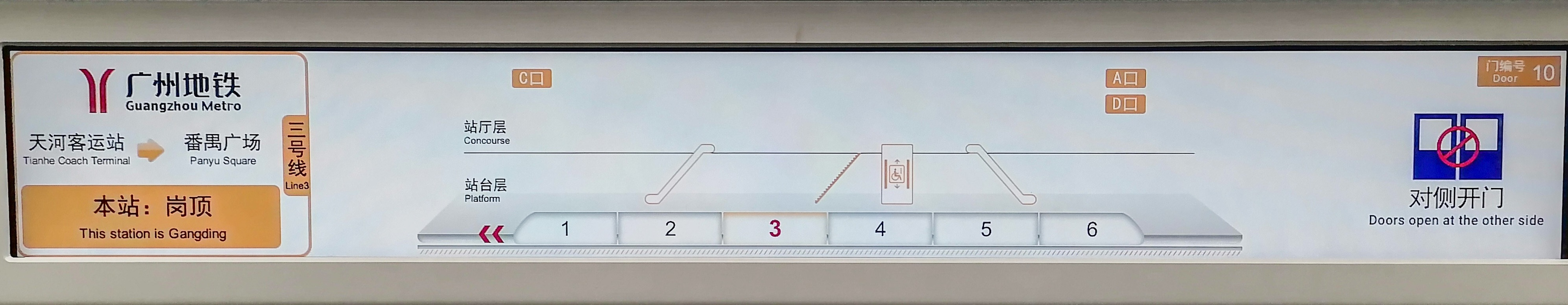
站台信息模式

- 临近车站模式
- 开关门提示模式

## 走行机器
本款列车的牵引电机和牵引逆变器均由西门子轨道交通设备（天津）有限公司生产，辅助电源则由广州鼎汉轨道交通车辆装备有限公司生产。值得一提的是，本款列车的牵引逆变器采用与A4型列车相似的调制程序，因此本款列车被部分地铁爱好者称为“飞机鼠”，而本款列车的辅助电源作为广州地铁大容量轨道交通辅助电源科研项目的一部分，是目前世界上单体容量最大的地铁列车中高频变流辅助电源之一。

B10 型列车的牵引系统
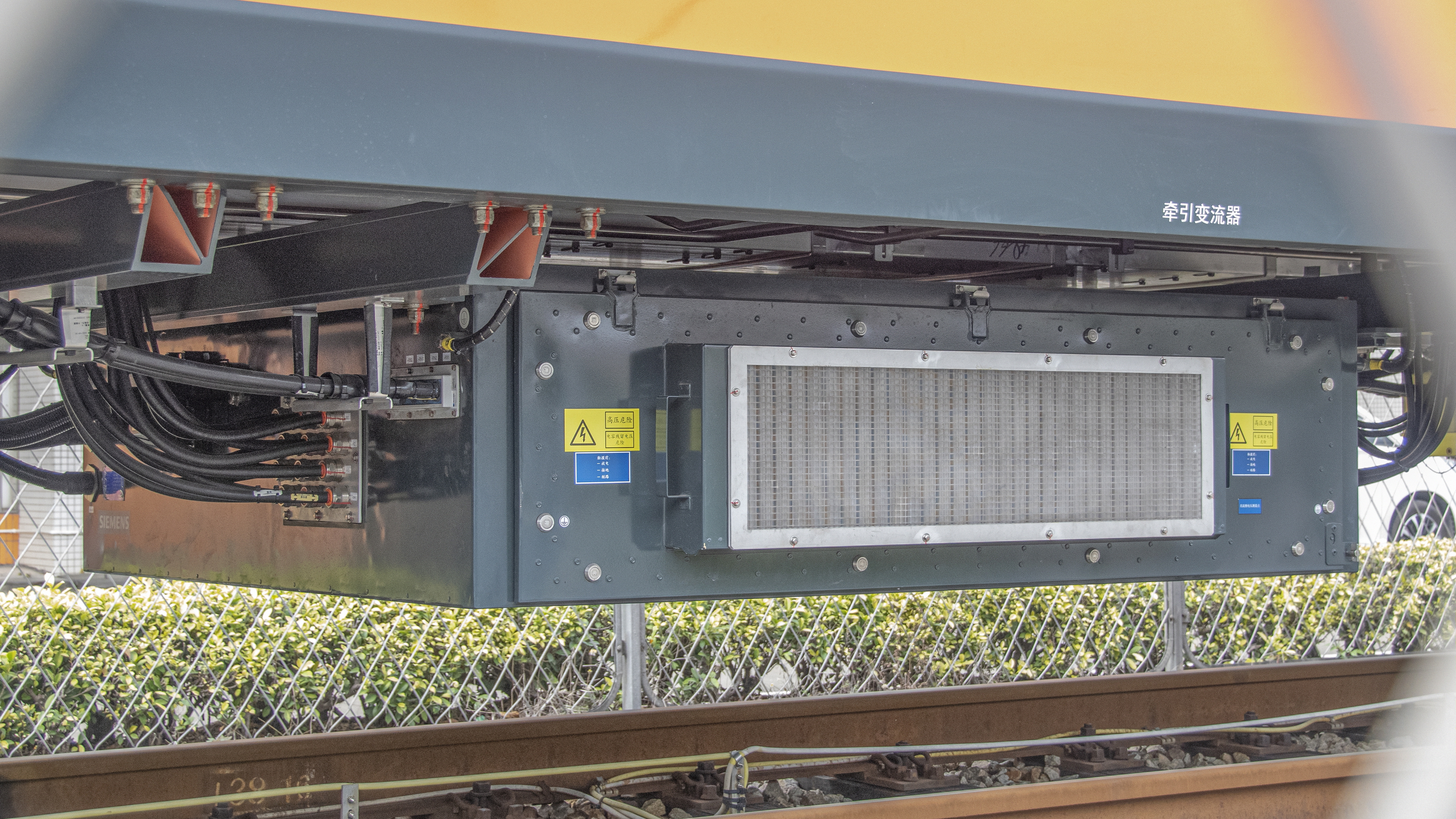
牵引箱（TC）
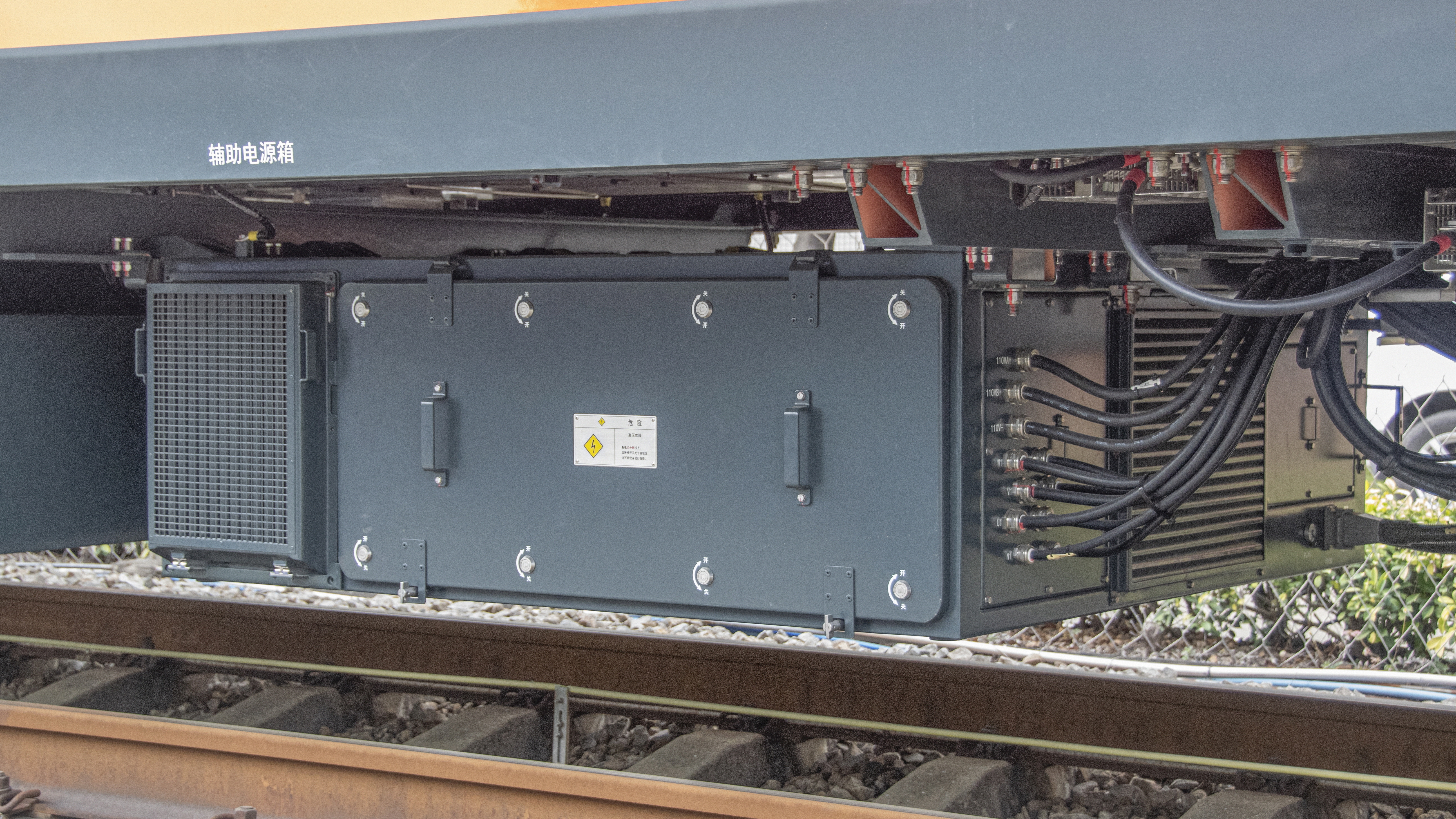
辅助电源（AI）

- 牵引电机 IM：型式为 1TB2013-0GB02（与B2型、B4型列车相同），额定功率 230 kW，额定转速 1,900 r/min，最高转速 4,105 r/min。
- 牵引箱 TC：型式为 G1500 D1100/657 M5-1，重量 800 kg ± 5%，额定输出电流 3AC 657A。
- 辅助电源 AI：型式为 DHVX-SI1220C1030，重量 840 kg，交流输出容量 220 kVA，直流输出容量 30 kW。

## 列车编组
本款列车和B2型、B4型列车一样以6节为一列，列车编号从第一列 03x143-144 起，至最后一列（第10列）03x161-162 止。每列车均由A、B、C三种独立的单元车厢组成，编组方式为 A-B-C-C-B-A（= Mc - Tp - M + M - Tp - Mc =），即每列车的三种单元车厢之间通过半永久牵引杆进行机械连接，形成一个动力单元，两个动力单元间则以半自动车钩联挂。
| 三号线东延段列车（B10） |       |                                            |       |                                             |       |                                            |   |                                            |       |                                             |       |                                            |       |
| 車廂編號                | =     | 03A1×× （奇）                              | -     | 03B1×× （奇）                               | -     | 03C1×× （奇）                              | + | 03C1×× （偶）                              | -     | 03B1×× （偶）                               | -     | 03A1×× （偶）                              | =     |
| 受电弓                  | =     |                                            | -     | >                                           | -     |                                            | + |                                            | -     | <                                           | -     |                                            | =     |
| 符号                    | =     | Mc                                         | -     | Tp                                          | -     | M                                          | + | M                                          | -     | Tp                                          | -     | Mc                                         | =     |
| 牵引电机                | =     | 西门子交通制 1TB2013-0GB02 230 kW × 4台    | -     |                                             | -     | 西门子交通制 1TB2013-0GB02 230 kW × 4台    | + | 西门子交通制 1TB2013-0GB02 230 kW × 4台    | -     |                                             | -     | 西门子交通制 1TB2013-0GB02 230 kW × 4台    | =     |
| 牵引逆变器              | =     | 西门子交通制 G1500 D1100/657 M5-1 3AC 657A | -     |                                             | -     | 西门子交通制 G1500 D1100/657 M5-1 3AC 657A | + | 西门子交通制 G1500 D1100/657 M5-1 3AC 657A | -     |                                             | -     | 西门子交通制 G1500 D1100/657 M5-1 3AC 657A | =     |
| 辅助电源                | =     |                                            | -     | 广州鼎汉轨道交通车辆装备制 DHVX-SI1220C1030 | -     |                                            | + |                                            | -     | 广州鼎汉轨道交通车辆装备制 DHVX-SI1220C1030 | -     |                                            | =     |
| 动力单元                | 单元1 | 单元1                                      | 单元1 | 单元1                                       | 单元1 | 单元1                                      | + | 单元2                                      | 单元2 | 单元2                                       | 单元2 | 单元2                                      | 单元2 |